# Antônio Ceron
Antônio Ceron (Tangará, 16 de junho de 1945) é um técnico em contabilidade, empresário, político brasileiro e ex-Prefeito de Lages.
Foi deputado estadual por quatro mandatos, sendo duas vezes como suplente, Secretário de Desenvolvimento Econômico, Secretário de Agricultura e Secretário de Estado da Casa Civil do estado de Santa Catarina. Em 2016 foi eleito prefeito de Lages, sendo reeleito em 2020. Foi sucedido pela prefeita Carmen Zanotto em 01 de janeiro de 2025.

## Biografia
Nasceu na cidade de Tangará, em uma família com 8 irmãos que subsistia da agricultura. Iniciou seus estudos na Escola Isolada da Linha São Marcos, em Tangará.
Foi seminarista nos anos de 1958, 1959 e 1960, nas cidades de Conchas e Jundiaí, no estado de São Paulo, no Seminário Salvatoriano de Conchas. Ao retornar para Tangará, completou o ginásio no colégio Mater Salvatoris.
No mesmo ano, Ceron mudou-se para a cidade de Caçador, Santa Catarina, para iniciar o curso técnico em contabilidade, na Escola de Comércio Técnico Catarinense. Formou-se no curso em 1965. 
Retorna a Caçador, em 1968, e neste mesmo ano, casa-se com Maria Salete Ceron, com quem teve três filhos. 
Em virtude de uma oportunidade profissional, volta a residir em Curitiba no ano de 1972, onde permanece por 5 anos. Em 1976, muda-se para Lages, onde até hoje reside com sua família.

## Carreira
Em 1988, Antônio Ceron disputou a eleição para prefeito de Lages, recebendo apenas 17.951 votos e perdendo para Raimundo Colombo.
Entre 2011 e 2012, ele exerceu a função de Secretário de Estado da Casa Civil, do governador Raimundo Colombo.
Em 2012, disputou a eleição para prefeito de Lages, perdendo por menos de 1% dos votos para Elizeu Mattos (PMDB).
Em 2016, foi eleito prefeito de Lages com 35.242 votos - 38,5% dos votos válidos.
Foi reeleito em 15 de novembro de 2020, com 28.329 votos - 34,41% dos votos válidos.

### Deputado estadual
São de sua autoria a lei que regulamentou a colheita do pinhão e a lei que permitiu destinação das milhas aéreas de governo para atletas catarinenses viajando em competição.

### Secretário de Desenvolvimento Econômico e Integração ao Mercosul
Exerceu a função durante o governo de Esperidião Amin.

### Secretário da Agricultura
A conquista para Santa Catarina do selo de estado livre da Febre Aftosa e a criação do programa SC Rural, que capacita jovens agricultores, foram suas principais realizações.
 

Atuou ainda na Assembleia Legislativa para aprovação do Código Ambiental Catarinense.